# 于江
于江（1972年11月—），男，中华人民共和国外交官，现任中华人民共和国驻里昂总领事。

## 生平
1995年，于江毕业于外交学院法语与外交学专业，进入中华人民共和国外交部工作，先后在驻吉布提大使馆、外交部西欧司、共青团中央国际联络部和志愿者工作部、全国青联和驻欧盟使团任职。2008年，进入外交部重要文稿起草办公室工作，曾任副主任，并曾借调至国务院研究室工作。2013年，任驻斯洛文尼亚大使馆政务参赞、首席馆员。2015年，任驻法国大使馆政务参赞。2018年，任外交部政策规划司参赞、司领导。2020年，任中国国际问题研究院副院长、习近平外交思想研究中心专职副主任。2024年12月，出任中华人民共和国驻里昂总领事。